# Percival Lowell
Percival Lowell, född 13 mars 1855 i Boston, död 13 november 1916 i Flagstaff, var en amerikansk amatörastronom.

## Biografi
Lowell avlade examen i matematik vid Harvard University 1876. Han var framförallt intresserad av de kanaler på Mars som Giovanni Schiaparelli tyckt sig se. Han blev ledamot av American Academy of Arts and Sciences 1892.
Från 1894 bodde han i Flagstaff, Arizona, som genom sina många molnlösa nätter och höga höjd, över 2 000 meter, var en utmärkt plats att genomföra astronomiska observationer ifrån.
År 1894 grundade han Lowell-observatoriet i Flagstaff. Kring sekelskiftet publicerade han flera böcker om Mars. Genom sina skrifter om planeten kom han att sprida bilden av Mars som en planet med liv. Han tilldelades Jules Janssens pris 1904. År 1907 upptäckte han asteroiden 793 Arizona.
Under sina sista åtta år i livet sökte han efter en ytterligare planet - Planet X - som skulle finnas utanför Neptunus bana, då dess och Uranus bana inte stämde med beräkningarna. Efter hans död fann man Pluto 1930. Senare har det dock visat sig att avvikelserna från de beräknade värdena berodde på att massorna av Uranus och Neptunus inte var tillräckligt korrekt uppmätta. 
Asteroiden 1886 Lowell är uppkallad efter honom.